# Patosfa, Somogy
Patosfa  este un sat în districtul Barcs, județul Somogy, Ungaria, având o populație de 255 de locuitori (2011). 

## Demografie
Componența etnică a satului Patosfa
     Maghiari (93,67%)
     Germani (3,62%)
     Romi (2,71%)
Componența confesională a satului Patosfa
     Fără religie (7,84%)
     Reformați (3,14%)
     Necunoscută (89,02%)
Conform recensământului din 2011, satul Patosfa avea 255 de locuitori. Din punct de vedere etnic, majoritatea locuitorilor (93,67%) erau maghiari, existând și minorități de germani (3,62%) și romi (2,71%). Nu există o religie majoritară, locuitorii fiind persoane fără religie (7,84%) și reformați (3,14%). Pentru 89,02% din locuitori nu este cunoscută apartenența confesională.